# Carl Friedrich Anton Schmidt
Carl Friedrich Anton Schmidt (* 12. November 1802 in Schweinfurt; † unbekannt) war ein deutscher Mediziner und Hochschullehrer.

## Leben
Er war der Sohn des Mediziners Johann Elias Schmidt, Doktor der Medizin und Chirurgie, königlich bayerischer Stadt- und Distriktphysicus zu Schweinfurt und Sulzheim.
Nach seinem Studium an der Julius-Maximilians-Universität Würzburg und der Promotion im Jahr 1822 zum Dr. med. und Dr. phil. arbeitete Schmidt nach seiner Inauguration 1824 zunächst als Arzt auf Probe, dann ab 1825 als praktischer Arzt, Chirurg und Geburtshelfer. Im Jahr 1831 trat der Mediziner in den königlich bayerischen Staatsdienst ein und wurde Kreis-Medizinalrat und Regierungsrat.
Er war Mitglied mehrerer Gelehrten-Gesellschaften.
Der Autor und königlich bayerische Brunnenarzt Ferdinand Kirchgeßner widmete dem damaligen Kreis-Medizinalrat Schmidt seine Schrift Das Stahlbad Bocklet bei Kissingen.

## Orden und Auszeichnungen
- Ritter I. Klasse des königlich bayerischen Verdienstordens vom Heiligen Michael
- Ritter II. Klasse des kaiserlich russischen Sankt-Stanislaus-Ordens

## Schriften
- Organisations-Metamorphose des Menschen, Inaugural-Abhandlung, Universitätsdruckerei Carl Wilhelm Becker, Würzburg 1824 (Digitalisat)
- Leben und Wissenschaft in ihren Elementen und Gesetzen, Stahel’sche Buchhandlung, Würzburg 1842 (Digitalisat)